# Polyrhachis pyrrhus
Polyrhachis pyrrhus är en myrart som beskrevs av Auguste-Henri Forel 1910. Polyrhachis pyrrhus ingår i släktet Polyrhachis och familjen myror. Inga underarter finns listade i Catalogue of Life.